# Vaccí de Janssen contra la COVID-19
El vaccí de Janssen o vaccí de Johnson & Johnson (Ad26.COV2.S o JNJ-78436735) és un vaccí contra la COVID-19 desenvolupada per Janssen Vaccines, que forma part de Johnson & Johnson (J&J) als Països Baixos i del Beth Israel Deaconess Medical Center (BIDMC).
 És un vaccí de vector víric que fa servir un adenovirus humà.
El 29 de gener de 2021, Janssen va anunciar que era efectiu en 66% dels casos en un règim d'una sola dosi en la prevenció de la covid-19 simptomàtica, amb 85% d'eficàcia en la prevenció de la covid-19 severa. Pot romandre estable durant un període estimat de dos anys a -20 °C. La vacuna es pot guardar almenys durant tres mesos a la nevera a temperatures de 2 a 8 °C.

## Assaigs
De fase I-II amb 1.045 participants: Els títols d'anticossos neutralitzants contra el virus de tipus salvatge es van detectar en el 90% o més de tots els participants el dia 29 després de la primera dosi de vacuna i van arribar al 100% el dia 57 amb un nou augment dels títols, independentment de la dosi de vacuna o del grup d'edat. Els títols es van mantenir estables fins almenys el dia 71.
De fase III amb 40.000 participants: Aleatoritzat, doble cec, controlat amb placebo. El 29 de gener de 2021 es van anunciar resultats positius d’una anàlisi provisional. J&J informa d’una eficàcia del 66% contra símptomes lleus i moderats i del 85% contra símptomes greus. A més, l'eficàcia lleu i moderada va oscil·lar entre el 64% a Sud-àfrica i el 72% als Estats Units.
EUA, Argentina, Brasil, Xile, Colòmbia, Mèxic, Perú, Filipines, Sud-àfrica i Ucraïna.
Jul 2020 – 2023.

## Eficàcia
| Variant      | Moderada, severa o critica | Severa o crítica |
| ------------ | -------------------------- | ---------------- |
| Llinatge B.1 | 72% (58–82%)               | 86% (−9–100%)    |
| Alfa         | No notificat               | No notificat     |
| Beta         | 64% (41–79%)               | 82% (46–95%)     |
| Gamma        | No notificat               | No notificat     |
| Delta        | No notificat               | No notificat     |

## Autoritzacions
Autorització plena
     Autorització plena, no utilitzada
     Autorització d'emergència
     Permesa per viatjar
     Destinatari apte per a COVAX
     Ús aturat
Plena(3)
1. Austràlia (no utilitzada)[16][17]
2. Canadà[18][19]
3. Suïssa[20][21]

Emergència (126)
1. Afganistan[22]
2. Andorra[23]
3. Aràbia Saudita[22]
4. Argentina[24]
5. Bahames[25]
6. Bahrain[26][27]
7. Bangladesh[28][29]
8. Benín[22]
9. Bolívia[22]
10. Botswana[30]
11. Brasil[31]
12. Brunei[22]
13. Burkina Faso[22]
14. Cambodja[22]
15. Camerun[22]
16. República Centreafricana[32]
17. Colòmbia[33]
18. Corea del Sud[34]
19. Congo-Kinshasa[35]
20. Costa d'Ivori[22]
21. Djibouti[22]
22. Egipte[22]
23. Estats Units[36][37]
24. Eswatini[22]
25. Etiòpia[22]
26. Filipines[38]
27. Gabon[32]
28. Ghana[39]
29. Guinea[22]
30. Honduras[40]
31. Iemen[22]
32. Illes Marshall[a]
33. Índia[43]
34. Indonèsia[44]
35. Iran[32]
36. Jordània[22]
37. Kenya[45]
38. Kuwait[46]
39. Laos[22]
40. Lesotho[22]
41. Libèria[32]
42. Líbia[40]
43. Madagascar[22]
44. Malàisia[47]
45. Malawi[22]
46. Maldives[48]
47. Mali[32]
48. Marroc[22]
49. Mauritània[32]
50. Mèxic[49]
51. Estats Federats de Micronèsia[a]
52. Moçambic[22]
53. Moldàvia[50]
54. Namíbia[22]
55. Nepal[51]
56. Nicaragua[22]
57. Nigèria[52]
58. Nova Zelanda[22]
59. Palau[a]
60. Palestina[22]
61. Papua Nova Guinea[22]
62. Perú[53]
63. Qatar[22]
64. Regne Unit[54]
65. Ruanda[22]
66. Senegal[22]
67. Singapur[55](restringit)
68. Síria[22]
69. Somàlia[22]
70. Sud-àfrica[56]
71. Sudan[22]
72. Sudan del Sud[22]
73. Tailàndia[57]
74. Taiwan[58]
75. Tanzània[22]
76. Tunísia[59]
77. Ucraïna[22]
78. Uganda[22]
79. Vietnam[60][61]
80. Xile[62]
81. Zàmbia[63][64][65]
82. Zimbabwe[66]
Agència Europea del Medicament:[67]
83. Alemanya
84. Àustria
85. Bèlgica
86. Bulgària
87. Croàcia
88. Dinamarca
89. Eslovàquia
90. Eslovènia
91. Espanya
92. Estònia
93. Finlàndia
94. França
95. Grècia
96. Hongria
97. Irlanda
98. Islàndia
99. Itàlia
100. Letònia
101. Liechtenstein
102. Lituània
103. Luxemburg
104. Malta
105. Noruega
106. Països Baixos
107. Polònia
108. Portugal
109. Romania
110. Suècia
111. Txèquia
112. Xipre
Agència de Salut Pública del Carib:[68][69]
Anguilla
113. Antigua i Barbuda
Aruba
114. Bahames
115. Barbados
116. Belize
Bermudes
Bonaire
Illes Verges Britàniques
Illes Caiman
Curaçao
117. Dominica
118. Grenada
119. Guyana
120. Haití
121. Jamaica
Montserrat
Saba
122. Saint Kitts i Nevis
123. Saint Lucia
124. Saint Vincent i les Grenadines
Sint Maarten
Sint Eustatius
125. Surinam
126. Trinidad i Tobago
Altres entitats:
Groenlàndia[40]
Guam[22]
Illes Mariannes del Nord[22]
Polinèsia Francesa[22]
Puerto Rico[22]
Samoa Americana[22]
OMS[70][71]
Africa Regulatory Taskforce[72]

Notes
1. 1 2 3  mitjançant l'autorització dels Estats Units a través de l'Acord d'Associació Lliure[41]/[42]

## Emmagatzematge
A 2-8-°C.

## Administració
En 1 dosi

## Reacciones adverses
Molt freqüents (≥1/10): cefalea, nàusees. miàlgia, fatiga; dolor al lloc d'injecció.
Freqüents (≥1/100 a <1/10): tos, artràlgia, febre; eritema i/o inflor en el lloc d'injecció; calfreds.
Poc freqüents (≥1/1.000 a <1/100): tremolors, esternuts; dolor a la gola, erupció cutània; hiperhidrosi, debilitat muscular; dolor en una extremitat; mal d'esquena, astènia; malestar general.
Rares (≥1/10.000 to <1/1.000): hipersensibilitat; urticària.

## Advertiments i precaucions
Principalment:
- Es recomana una observació estreta durant al menys 15 minuts després de la vacunació (vigilància d'excepcional anafilaxi)
- Es recomana posposar en individus que pateixin una malaltia febril aguda greu o infecció aguda no lleu.
- Es poden produir reaccions relacionades amb ansietat, incloses reaccions vasovagals (síncope), hiperventilació o reaccions relacionades amb estrès, associades a l'acte vacunal com a resposta psicògena a la injecció amb agulla.
- S'ha d'administrar amb precaució en individus que reben tractament anticoagulant o alguna alteració de la coagulació
- L'eficàcia de la vacuna pot ser menor en immunodeficiències.